# Тарутино (Челябинская область)
Тарутино — село в Чесменском районе Челябинской области России, относится к Тарутинскому сельскому поселению.

## История
В военное поселение Оренбургского казачьего войска были переселены калмыки-казаки в середине XIX века.

## Население
| 2002 | 2010 | 2011 | 2013 |
| ---- | ---- | ---- | ---- |
| 785  | ↘770 | ↗780 | ↘779 |

## Известные уроженцы, жители
- Завершинский, Владимир Иванович (1949—2019) — деятель разведслужб СССР и России, родился в Тарутино окончил 8 классов средней школы в родном селе.
- Кирбасов, Пётр Васильевич (1912, Тарутино — 1969) — советский хозяйственный, государственный и политический деятель.

## Инфраструктура
Имеются средняя школа, детский сад, дом культуры.